# Viola abulensis
Viola abulensis, biljna vrsta iz porodice Violaceae. Španjolski je endem. Prema drugim izvorima sinonim je za Viola canina subsp. canina.